# Languedoc-quatourze
Le quatourze, ou languedoc-quatourze, est un vin produit autour du lieu-dit Quatourze, situé sur la commune de Narbonne, dans l'Aude, au nord de l'étang de Bages et à l'ouest des collines de la Clape.
Il s'agit d'une des dénominations géographiques au sein de l'appellation régionale languedoc.

## Histoire

### Antiquité
Les Romains fondèrent en 118 av. J.-C. une colonie romaine du nom de Colonia Narbo Martius. Elle était située sur la via Domitia, la première route romaine en Gaule, qui permettait de relier l'Italie et l'Espagne. Avant cette période, Narbonne était un comptoir commercial, rattaché à l’oppidum celte de Montlaurès, à quatre kilomètres au nord de la ville actuelle), la capitale des Élisyques, un des peuples de la Celtique méditerranéenne.
En 45 av. J.-C., Jules César installa à Narbonne les vétérans de la Xe légion. En 27 av. J.-C, Auguste rendit visite à la ville et en 22 av. J.-C., il en fit la capitale de la province romaine de la Gaule narbonnaise. Elle fut jusqu'à la fin de l'Antiquité romaine l'une des villes les plus importantes de la Gaule ; Strabon dit même qu'elle était la première. Le port antique de Narbonne est considéré comme le deuxième port de l’empire romain en Méditerranée nord-occidentale après Ostie, le port de Rome.

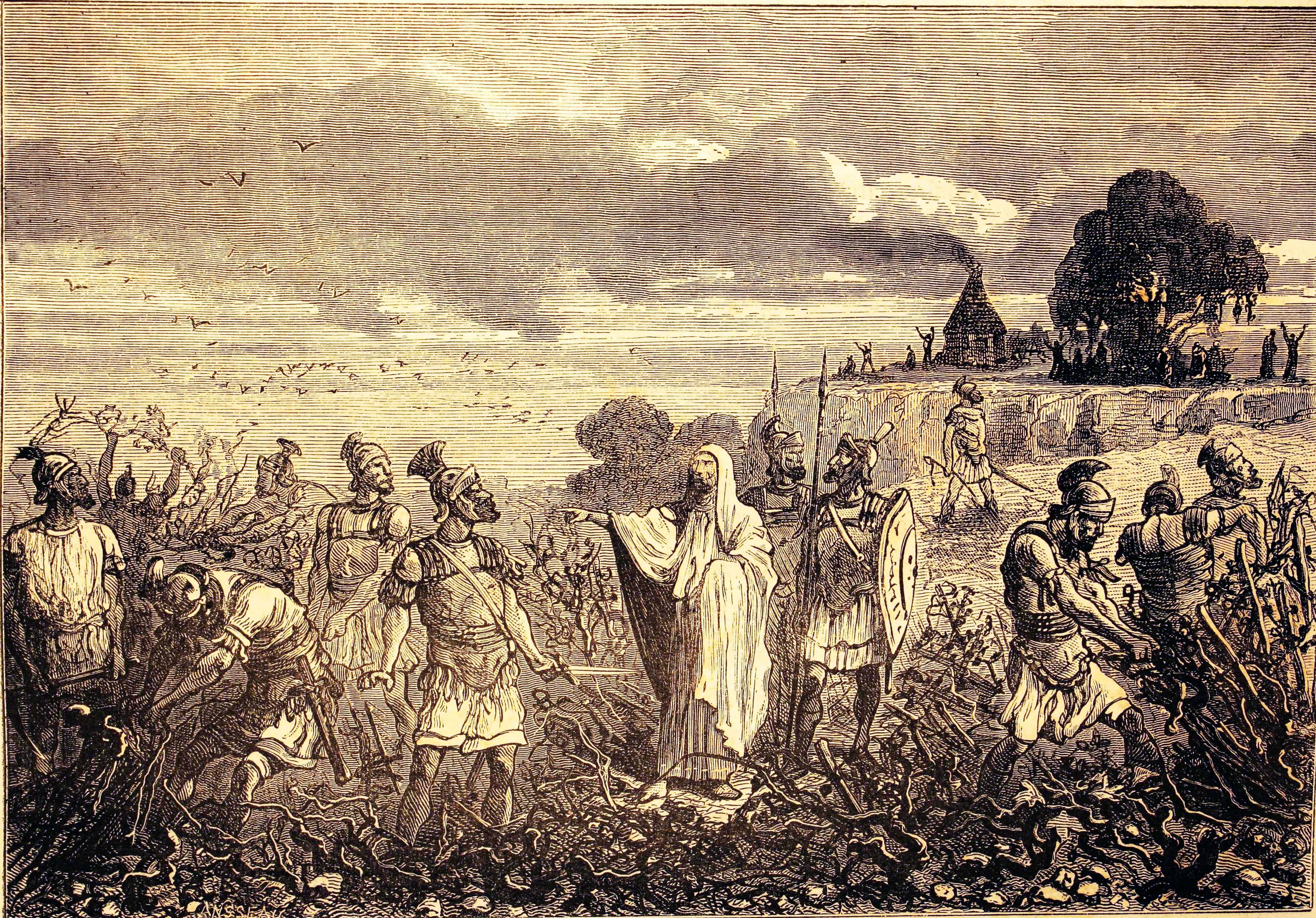
Arrachage de la vigne en Gaule sur ordre de Domitien

La production de la Gaule narbonnaise commençant à concurrencer les vins italiens, en 92 l’empereur Domitien fait interdire la plantation de vignes et ordonne l’arrachage de 50 % du vignoble méditerranéen, interdiction levée seulement deux cents ans plus tard, par Probus.
La ville déclina au cours de l'Antiquité tardive. L'enceinte, qui date probablement de la fin du IIIe siècle, ne délimitait plus que 16 ha. En 413 le roi des Wisigoths, Athaulf, fit son entrée dans la ville, où, vêtu comme un général romain, il célébra son mariage avec Gallia Placida. Après avoir fondé le royaume de Toulouse en 418, les wisigoths n'eurent de cesse de mettre la main sur Narbonne. Ils assiégèrent en vain la ville en 435-436. Ils arrivèrent à leurs fins en 462, lorsque le général romain Agrppinus leur céda Narbonne en échange de leur aide. À cette époque, la cité faisait encore bonne figure: en 464, Sidoine Apollinaire, de passage, en fit une description dithyrambique.
Au début du VIe siècle, Narbonne fut brièvement la capitale des Wisigoths vaincus à la bataille de Vouillé (507) par les Francs de Clovis, conquérant du royaume de Toulouse. Grâce à l'aide militaire des Ostrogoths d'Italie, les Wisigoths du jeune roi Amalaric conserveront la Septimanie et Narbonne. Amalaric y sera assassiné en 531. Sous le règne du roi Theudis (531-548), Narbonne cessera d'être la capitale des Wisigoths.

### Période contemporaine

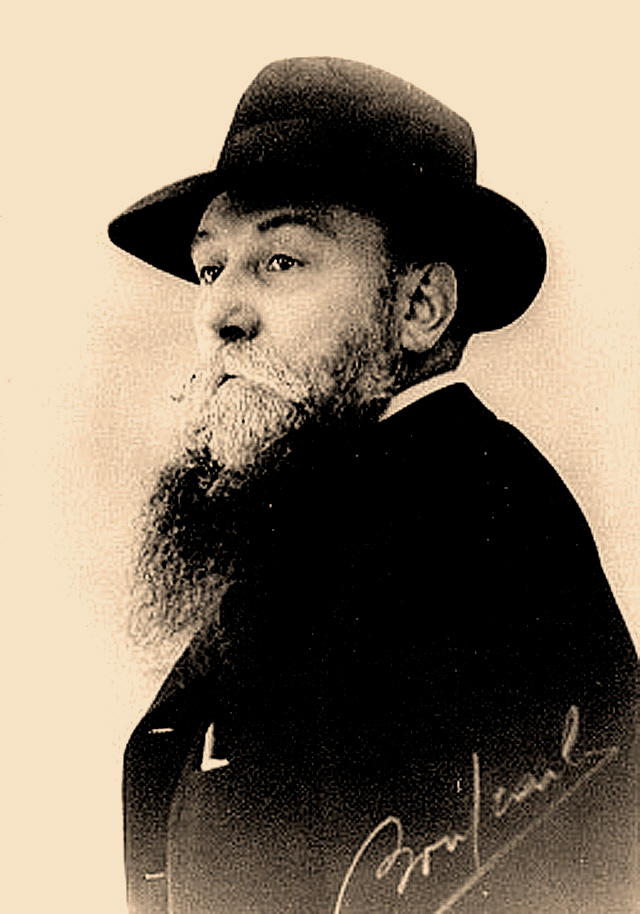
Ernest Ferroul, premier président de la Confédération Générale des Vignerons du Midi (CGV)

Devenue capitale d'un espace viticole à partir du développement de la vigne vers 1850/1870, et profitant de sa situation de nœud ferroviaire, Narbonne se démarque politiquement : les vignerons et commerçants sont républicains. La municipalité s'oppose à Napoléon III avant la chute du Second Empire en 1870 (le maire est Marcelin Coural) puis Narbonne se soulève contre les "versaillais" de Thiers et proclame la "Commune", qui durera du 24 au 31 mars 1871  comme celles qui eurent lieu dans plusieurs autres villes de France (Marseille, Lyon, Saint-Étienne, Toulouse, Le Creusot, Limoges), des communes furent proclamées à partir du 23 mars 1871, mais furent toutes rapidement réprimées. Ce mouvement, comme celui de Paris, est précurseur des idées révolutionnaires qui amenèrent le monde du travail à s'organiser pour défendre ses intérêts et à créer, 24 ans plus tard, la CGT.

À la fin du XIXe siècle, Narbonne élit un maire félibrige et socialiste, Ernest Ferroul, dit le docteur « des pauvres », qui soutient la grande Révolte des vignerons du Languedoc en 1907.
Léon Blum en devient député en 1929. Le maire socialiste Achille Lacroix, révoqué par le régime de Vichy, meurt en déportation. Jusqu'à l'arrivée du tourisme dans les années 1960, la commune reste très liée aux crises de la viticulture.

## Situation géographique

### Climatologie
Le climat de ce terroir viticole est typiquement méditerranéen. Il se caractérise par des hivers doux, des étés chauds et secs et des précipitations rares et concentrées notamment en automne de septembre à décembre (les précipitations annuelles sont proches de 800 mm). Au contraire, l'été est souvent très sec, voire aride dans l'arrière pays des garrigues, avec seulement quelques précipitations en août liées aux orages. Les vents dominants sont la tramontane, vent sec et froid qui chasse les nuages, et le marin, vent humide qui au contraire amène les nuages. Il peut parfois être très violent.
Le taux d'ensoleillement journalier moyen est de 7 h 22, largement supérieur à la moyenne française de 4 h 46. En outre, relativement "protégée" du Mistral et de la Tramontane par l'avancée des reliefs cévenols, Montpellier est la ville la moins ventée du golfe du Lion. De plus, la proximité de la mer favorise l'installation de la brise marine qui tempère les excès thermiques en été.
La température annuelle moyenne est de 14,2 °C, supérieure à la moyenne nationale de 12,2 °C.
Le tableau ci-dessous indique les températures et les précipitations pour l'année 2007 :
| Mois                                   | J  | F   | M  | A    | M  | J  | J  | A    | S    | O   | N  | D  | Année |
| -------------------------------------- | -- | --- | -- | ---- | -- | -- | -- | ---- | ---- | --- | -- | -- | ----- |
| Températures moyennes maximales (°C)   | 11 | 11  | 14 | 16   | 20 | 25 | 26 | 26   | 23   | 19  | 14 | 12 | 17,6  |
| Températures moyennes minimales (°C)   | 7  | 7   | 10 | 11   | 14 | 19 | 20 | 21   | 18   | 15  | 10 | 8  | 13,3  |
| Températures moyennes (°C)             | 9  | 9   | 12 | 13,5 | 17 | 22 | 23 | 23,5 | 21,5 | 17  | 12 | 10 | 15,6  |
| Précipitations (hauteur moyenne en mm) | 60 | 105 | 10 | 15   | 90 | 0  | 3  | 10   | 29   | 144 | 21 | 72 | 659   |
| Source: MSN météo                      |    |     |    |      |    |    |    |      |      |     |    |    |       |

## Vignoble

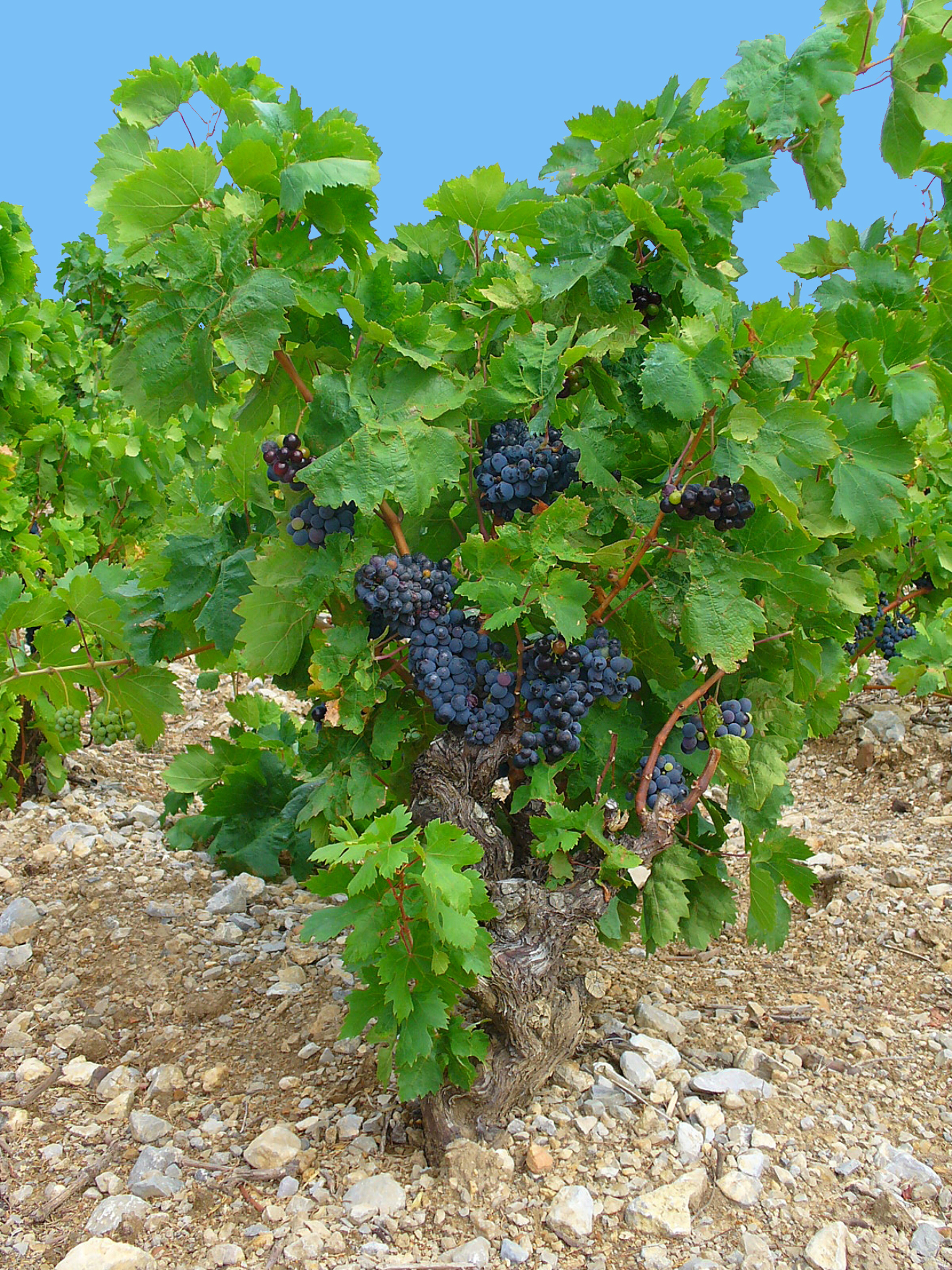
Vieux cep de l'AOC

### Présentation
Le vignoble de Quatourze s'étend sur la seule commune de Narbonne

### Encépagement
Cépages principaux : grenache N, lledoner pelut N, mourvèdre N, syrah N.
Cépages accessoires : carignan N, cinsaut N, counoise N, grenache gris G, morrastel N, piquepoul noir N, rivairenc N, terret noir N.

### Méthodes culturales
Un vigneron de l'AOC utilise ses moutons pour désherber ses vignes.